# Alemanus Hercules
Alemanus Hercules war ein angeblicher König von Germanien, der göttliche Verehrung genoss und mit Herkules verglichen wurde.

## Überlieferung
Der Historiker Johannes Aventinus (1477–1534) schrieb eine siebenbändige bayrische Geschichte (Annales Boiorum), die viele pseudohistorische Begebenheiten erzählt. Darunter gehört die Nennung eines Königs Alemanus, wobei sich Aventin auf Berossus beruft. Dieser Alemanus Hercules solle der elfte König von Germania Magna gewesen sein und der unbesiegbare Urvater und Gründer der Bayern. Gelebt habe er zur Zeit der Deukalionischen Flut. Sein Zeichen sei der Löwe und nach ihm seien mehrere bayrische Orte benannt, so die Burg Almonstain und der Fluss Alemanus (statt Alcmoenus, dem lateinischen Namen der Altmühl). Im Kloster Reichenau soll sich noch zur Zeit Aventins seine Statue aus Erz (aereus signum) befunden haben. Der bayrische Herzog Theodo habe bei Regensburg an der Donau dem göttlich verehrten Alemanus Hercules einen Hain gewidmet. Aventin meint noch, dass die Kelten im Allgemeinen alle Germanen „Alemani“ nennen, was sich auf das Französische „Allemands“ bezieht.

## Rezeption
Diese erfundene Geschichte wurde von Gelehrten aufgenommen, regte aber auch die Phantasie von Laien an. So verfasste der niedersächsische Bauerndichter Hinrich Jansen (1697–1737)  romantische Verse, die slawische, nordische und deutsche Gottheiten besingen:
Dem Prove, Thor und Zuttiber
Dem Allemann, der Herthe,
Und vielen andern Götter mehr
Von eben solchem Werthe
Must mancher Wald gewidmet seyn
Der Thorlof, Hilgwald, Allmans Hayn.
Von diesen Gottheiten sind der slawische Prove und der nordische Thor historisch verbürgt, mit Hertha ist die germanische Erdgöttin Nerthus gemeint. Zuttiber soll ein slawischer Waldgott bei Merseburg gewesen sein.
Der Bibliothekar Christian August Vulpius (1762–1827) brachte 1826 ein phantasievolles Handbuch mit dem Namen Mythologie der deutschen, verwandten, benachbarten und nordischen Völker heraus. Darin führt er auch Allemann auf, ein vergötterter deutscher König, „Sieger und Gott des Krieges“, dem Herzog Theodo bei Regensburg einen Hain gestiftet habe.

## Religionswissenschaft
Schon Jacob Grimm (1785–1863) verzichtete in seinem grundlegenden Werk Deutsche Mythologie (1835) auf die Erwähnung von Allemann und auch die spätere Forschung ignorierte diese Pseudogottheit.

## Bücher
- Johannes Aventinus: Annales Boiorum (1554): liber I,1; liber III,1
- Hinrich Janssen: Sämtliche Gedichte (1768)
- Christian August Vulpius: Mythologie der deutschen, verwandten, benachbarten und nordischen Völker (1826): Lemma Allemann